# Papa Babacar Diawara
Pour les articles homonymes, voir Diawara.
Papa Babacar Diawara dit Baba Diawara est un joueur de football, né le 5 janvier 1988 au  Sénégal, qui évolue au poste d'attaquant.

## Biographie
Diawara commence sa carrière dans son pays natal le Sénégal en Première League Sénégalaise au ASC Jeanne d'Arc, il y reste une saison avant de partir en Europe.
C'est à l'âge de 19 ans qu'il débarque au Portugal au club de Marítimo, malgré seulement 4 apparitions en équipe première, il réalise sa première saison avec l'équipe B de Marítimo.
Le 2 mars 2008, il joue son premier match avec l'équipe première de Marítimo contre Clube de Futbol Estrela da Amadora, il rentre à la mi-temps en lieu et place de Mossoró.
Après cette saison en équipe B, Baba commence la saison 2008-2009 en équipe première pour devenir le buteur attitré de Marítimo.
Le 26 octobre 2008, il marque son premier but en tant que professionnel contre Rio Ave Futebol Clube à la 6e journée de la Liga Sagres, il marque à la 75e minute soit 3 minutes après son entrée à la place de Leandro Lira Lelo.
Mais son fait d'armes est ce quadruplé réalisé le 1er mars 2009 contre Vitória Futebol Clube lors de la 20e journée de la Liga Sagres.
Lors du mercato hivernal, le 18 janvier 2012 il signe en Espagne au FC Séville pour une somme de 3 M€. Pas sélectionné pour la CAN 2012 il peut se consacrer entièrement à son nouveau club dès la signature du contrat.

## Carrière
| Saison                | Club                  | Championnat           | Championnat | Championnat | Coupe nationale | Coupe nationale | Coupe de la Ligue | Coupe de la Ligue | Compétition(s) continentale(s) | Compétition(s) continentale(s) | Compétition(s) continentale(s) | Total | Total |
| Saison                | Club                  | Division              | M.          | B.          | M.              | B.              | M.                | B.                | Comp.                          | M.                             | B.                             | M.    | B.    |
| 2007-2008             | CS Marítimo           | 1                     | 4           | 0           | -               | -               | -                 | -                 | -                              | -                              | -                              | 4     | 0     |
| 2008-2009             | CS Marítimo           | 1                     | 24          | 10          | -               | -               | 2                 | 0                 | -                              | -                              | -                              | 26    | 10    |
| 2009-2010             | CS Marítimo           | 1                     | 30          | 7           | 1               | 1               | 2                 | 1                 | -                              | -                              | -                              | 33    | 9     |
| 2010-2011             | CS Marítimo           | 1                     | 29          | 11          | 2               | 0               | 1                 | 0                 | C3                             | 6                              | 2                              | 38    | 13    |
| 2011-2012             | CS Marítimo           | 1                     | 15          | 10          | 4               | 1               | 3                 | 4                 | -                              | -                              | -                              | 22    | 15    |
| 2011-2012             | FC Séville            | 1                     | 11          | 3           | -               | -               | -                 | -                 | -                              | -                              | -                              | 11    | 3     |
| 2012-2013             | FC Séville            | 1                     | 19          | 0           | 4               | 1               | -                 | -                 | -                              | -                              | -                              | 23    | 1     |
| Total sur la carrière | Total sur la carrière | Total sur la carrière | 132         | 41          | 11              | 3               | 8                 | 5                 | -                              | 6                              | 2                              | 157   | 51    |